# Conseil central du Bas-Saint-Laurent
 (juillet 2025).
Motif : Les sources secondaires disponibles ne sont pas d'envergure nationale ou internationale.
- Archive Wikiwix
- Bing
- Cairn
- DuckDuckGo
- E. Universalis
- Gallica
- Google
- G. Books
- G. News
- G. Scholar
- Persée
- Qwant
- (zh) Baidu
- (ru) Yandex
- (wd) trouver des œuvres sur Wikidata

| 1. | Préciser le motif de la pose du bandeau. | Précisez le motif de la pose du bandeau en utilisant la syntaxe suivante : {{admissibilité à vérifier\|date=juillet 2025\|motif=remplacez ce texte par le motif}}                                         |
| 2. | Informer les utilisateurs concernés.     | Pensez à avertir le créateur de l'article, par exemple, en insérant le code ci-dessous sur sa page de discussion : {{subst:avertissement admissibilité à vérifier\|Conseil central du Bas-Saint-Laurent}} |

 (juillet 2025).
Vous pouvez aider à l'améliorer ou bien discuter des problèmes sur sa page de discussion.
- Il ne cite pas suffisamment ses sources. Vous pouvez indiquer les passages à sourcer avec {{référence nécessaire}} ou {{Référence souhaitée}}, et inclure les références utiles en les liant aux notes de bas de page. (Marqué depuis juillet 2025)
- Son texte doit être wikifié : il ne correspond pas à la mise en forme Wikipédia (style, typographie, liens internes, liens entre les wikis, etc.). (Marqué depuis juillet 2025)
- Il n’est pas rédigé dans un style encyclopédique. (Marqué depuis juillet 2025)

- Archive Wikiwix
- Bing
- Cairn
- DuckDuckGo
- E. Universalis
- Gallica
- Google
- G. Books
- G. News
- G. Scholar
- Persée
- Qwant
- (zh) Baidu
- (ru) Yandex
- (wd) trouver des œuvres sur Wikidata

Le Conseil central du Bas-Saint-Laurent est l'un des treize conseils centraux de la Confédération des syndicats nationaux(CSN). Le dernier congrès du Conseil central du Bas-Saint-Laurent s'est tenu en mai 2025 à Rivière-du-Loup sous le thème "Le maillon fort au Bas-Saint-Laurent - La puissance d'une équipe". Le Conseil central est un porte-parole privilégié dans la région du Bas-Saint-Laurent. La CSN régionale intervient régulièrement dans les débats qui touchent ses membres, mais plus largement sur les conditions de vie des Bas-Laurentiens en général.
De façon plus précise, son rôle consiste à :
- promouvoir par tous les moyens possibles la solidarité de tous les syndiqué-es affiliés à la CSN, dans les limites du territoire du Bas-Saint-Laurent, et des travailleuses et travailleurs en général ;
- s'occuper d'expansion syndicale dans les limites de son territoire ;
- s'occuper de la formation et de l'action politique de ses membres ;
- agir comme représentant de ses membres auprès de la CSN ;
- agir comme représentant de ses membres auprès des municipalités, des commissions scolaires et des autres organismes publics.

## Membres

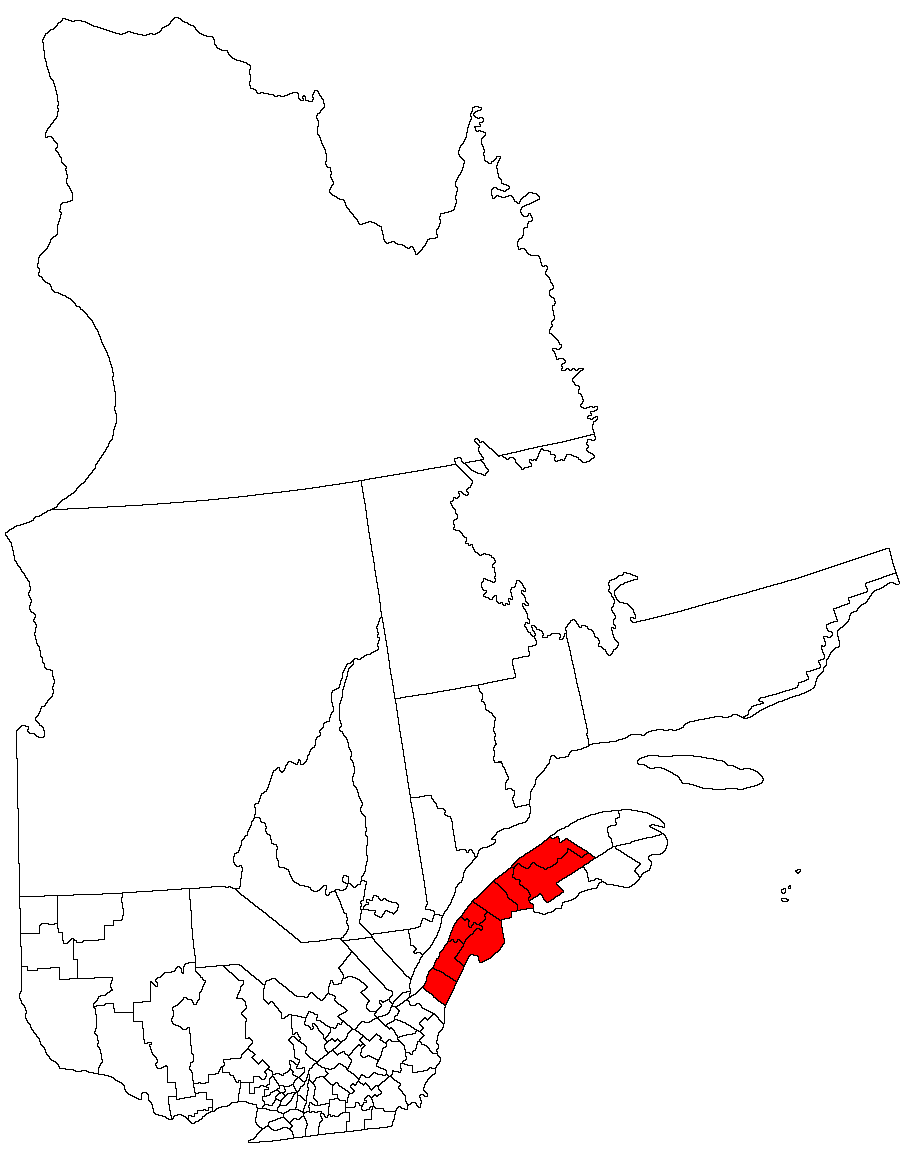
Territoire du CCBSL-CSN

Le conseil central compte plus d'une centaine de syndicats affiliés représentant plus de 8 500 membres répartis dans les huit municipalités régionales de comté du Bas-Saint-Laurent de La Pocatière aux Méchins. Il représente les syndicats qui sont affiliés aux neuf fédérations de la CSN dans les secteurs public comme privé.

## Siège social
Le siège social du Conseil central du Bas-Saint-Laurent est situé au 124, rue Sainte-Marie à Rimouski. Le 124 Sainte-Marie est le siège social de tous les syndicats CSN de la région et d'un syndicat national, le Syndicat national de la sylviculture SNS-CSN.

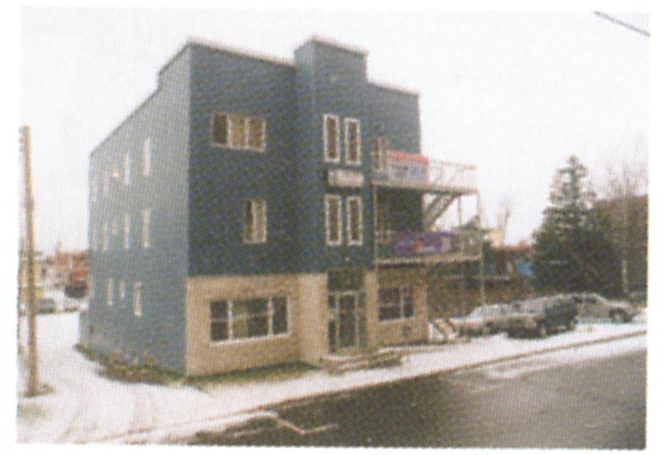
Édifice du CCBSL-CSN

## Historique

### Fondation en 1945
En 1941, les ouvriers de la Price Brothers, à Rimouski, déclenchèrent une grève — illégale parce qu’interdite par la loi des mesures de guerre — pour obtenir une augmentation de salaire de 10 cents l’heure. Le conflit se solda par une victoire importante et la création du premier syndicat catholique de l’industrie du bois de Rimouski. La CTCC avait dépêché F.X. Legaré, journaliste de son métier, qui devint peu après le premier permanent syndical de la région, parcourant tout l’Est du Québec et la Côte-Nord, sac au dos, pour syndiquer les travailleurs de l’industrie du bois.
En 1942 était fondée, à Rimouski, la Fédération de l’industrie du bois, qui exerça un leadership rayonnant : bientôt, jusqu’en Gaspésie et au Témiscouata, d’autres travailleurs de moulins à scie se syndiquèrent. En 1945, à la requête du syndicat de la construction et de celui des barbiers, la fédération réunit une cinquantaine de délégués pour fonder le Conseil central du diocèse de Rimouski, qui englobait alors la Gaspésie et la Côte-Nord. La syndicalisation se répandit ensuite rapidement dans les autres secteurs : employés municipaux, de commerce, de garage, de l’Hôpital Saint-Joseph.

### Privé, public, même combat
Agathe Lauzier a commencé à militer au conseil central en 1964. Membre fondatrice du Syndicat des employés
de l’Hôpital de Rimouski, élue secrétaire du conseil central en 1967, elle se souvient des assemblées de cette époque: «Les syndiqués participaient avec enthousiasme à ces réunions un peu informelles. Le sentiment d’appartenance au conseil central était très fort. Et on se sentait beaucoup d’affinités entre nous, ceux du public et ceux du privé. Après tout, moi, en 1958, comme secrétaire de laboratoire, je travaillais huit heures par jour et six jours par semaine pour 12 dollars par semaine, que je recevais “cash ” dans une petite enveloppe. Les sœurs pouvaient me faire entrer de nuit quand il y avait un accident de la route, pas payée... » Et elle ajoute : « Plus tard, quand les fonctionnaires et les professeurs de cégep sont arrivés, les assemblées sont devenues plus formelles et les gens ont commencé à se retenir un peu de parler. »
Être élu à l’exécutif du conseil central, à cette époque, constituait un bénévolat exigeant. Aucune libération n’étant accordée, il fallait tenir les réunions les samedis et dimanches, et parfois parcourir d’énormes distances. Aussi le conseil central avait-il du mal à retenir ses présidents, qui se succédèrent rapidement durant les premières décennies. C’est ainsi qu’Agathe Lauzier fut élue présidente du conseil central, un peu malgré elle, de 1972 à 1978. Elle y était au moment de la scission, en 1972. La CSN ne perdit aucun syndicat, malgré des débats animés. À une décennie d’organisation, celle des années 1960, succéda une décennie de revendications ponctuée de nombreux conflits (secteur public, garages, municipaux, entreprise de portes et fenêtres). Le plus marquant fut celui de la laiterie de Trois-Pistoles.

### Une région à sauver
La décennie 1980 commence avec la fermeture de la papetière Price, près de Rimouski. D’autres suivront: Sométal Atlantique, puis Cable Philips. Chaque fermeture est vécue comme une catastrophe par la population. Parallèlement, les gouvernements manifestent leur intention de vider des villages en leur coupant les services publics. «Aucune région n’a été autant visée que la nôtre, explique Martin Boucher, qui présida le conseil central de 1984 à 1988. Les gens étaient révoltés, et avec raison. Ils avaient bâti l’arrière-pays, cultivé péniblement des terres de roche, construit des routes et des ponts pour les grosses compagnies. Et voilà que les décideurs voulaient tout débâtir. Des compagnies comme Price, après avoir “plumé” nos forêts et sali nos cours d’eau, s’en allaient en jetant des familles à la rue. Les gouvernements fermaient des bureaux de poste, cessaient d’entretenir des routes, suspendaient des subventions, déménageaient des bureaux administratifs; le Canadien National fermait des tronçons... » Ce furent des années de mobilisation pour sauver les emplois et la région. Le conseil central se lança dans la mêlée aux côtés des groupes qui s’organisaient et des intervenants économiques et politiques qui protestaient. Il devint bientôt le principal interlocuteur syndical et son opinion fut de plus en plus recherchée. Les élus, particulièrement le président — Martin Boucher fut le premier président libéré à temps plein —, occupèrent dès lors une place beaucoup plus importante au sein du conseil central et ils contribuèrent à élargir son rôle politique et social.

## Comité exécutif actuel
Présidence: Liette Ross
Secrétariat-trésorerie: Valérie Sandra Lavoie
Vice-présidence générale : Junior Louis
Vice-présidence : Tommy Lizotte

## Présidences
1945 à ....: Alexandre De Princeville
1964 à 1967 : Pierre Saindon, Syndicat de la Construction
1967 à 1968 : Claude Legendre, professeur, Syndicat des professeurs du Cégep de Rimouski
1968 à 1970 : Jean-Paul Roy, Syndicat des fonctionnaires provinciaux
1970 à 1972: Jacques Côté, Syndicat des employés municipaux de Rimouski
1972 à 1972 : André Lavoie, Syndicat des employé(e)s du CRD
1972 à 1978: Agathe Lauzier, Secrétaire de laboratoire, Syndicat des employés de l'Hôpital de Rimouski
1978 à 1980: Jean-Yves Beaulieu,
1980 à 1982: Claude Racine, Syndicat des employés du Centre de services sociaux du Bas-du-Fleuve
1982 à 1984: France Bernier, Syndicat des employés du Centre de services sociaux du Bas-du-Fleuve
1984 à 1988: Martin Boucher, Agent de relations humaines, Syndicat des employés du Centre de services sociaux du Bas du Fleuve
1988 à 1998: Solange Tremblay, infirmière auxiliaire, Syndicat des employés de l’Hôpital de Rimouski
1998 à 2004: Normand Gagnon, infirmier auxiliaire, Syndicat des employés de l'Hôpital de Mont-Joli
2004 à 2007: Raymonde Robinson, infirmière auxiliaire, Syndicat des employées de l'Hôpital de Rimouski
2007 à 2010: Vincent Couture, agent de relations humaines, Syndicat des travailleurs et travailleuses du Centre jeunesse du Bas-Saint-Laurent, La Pocatière
2010 à 2023: Nancy Legendre, agente administrative, Syndicat du personnel de bureau, des techniciens et professionnels de l'administration du CISSS du Bas-Saint-Laurent, Rimouski
2023 à 2025: Pauline Bélanger, technicienne en tourisme, Syndicat des travailleurs et travailleuses Association touristique régionale du Bas-Saint-Laurent, Rivière-du-Loup
2025 à aujourd'hui : Liette Ross, Syndicat du personnel des centres d'hébergement et des institutions religieuses Rimouski-Neigette